# 高哲翰
高哲翰（1956年12月25日—），現任華夏科技大學講座教授，前華夏科技大學副校長兼進修推廣部主任暨代理創意設計學院院長，前中央警察大學教授，前崇右影藝科技大學副校長。1995年擔任真相新聞網《時事眉批》主持人，1997年擔任台視《台灣變色龍》評論人，2004年擔任八大第一台《暗光鳥新聞》主持人，2020年擔任雙子衛星電視台首席顧問。曾任華夏科技大學專任教授兼副校長、通識教育委員會執行長、商管學院院長、企業管理系系主任。主要研究領域為政治社會學、刑事訴訟法、比較憲法等。著作有《邏輯原理與運用》、《中國人民武裝警察大解構》。